# Ministre d'État sans portefeuille
Le bureau du ministre d'État sans portefeuille, un bureau souvent connu sous le nom de ministre de la constitution, est un rôle ministériel dans le gouvernement du Royaume-Uni. Le titulaire du poste soutient actuellement le bureau du chancelier du duché de Lancaster avec des nominations publiques et des communications gouvernementales.

## Liste des ministres
| Nom                                                                     | Nom                                                                     | Portrait                                                                | Mandat                                                                  | Mandat                                                                  | Parti                                                                   | P.M.                                                                    | P.M.                                                                    |
| Secrétaire parlementaire pour la réforme politique et constitutionnelle | Secrétaire parlementaire pour la réforme politique et constitutionnelle | Secrétaire parlementaire pour la réforme politique et constitutionnelle | Secrétaire parlementaire pour la réforme politique et constitutionnelle | Secrétaire parlementaire pour la réforme politique et constitutionnelle | Secrétaire parlementaire pour la réforme politique et constitutionnelle | Secrétaire parlementaire pour la réforme politique et constitutionnelle | Secrétaire parlementaire pour la réforme politique et constitutionnelle |
| ----------------------------------------------------------------------- | ----------------------------------------------------------------------- | ----------------------------------------------------------------------- | ----------------------------------------------------------------------- | ----------------------------------------------------------------------- | ----------------------------------------------------------------------- | ----------------------------------------------------------------------- | ----------------------------------------------------------------------- |
|                                                                         | Mark Harper                                                             |                                                                         | 11 Mai 2010                                                             | 4 Septembre 2012                                                        | Conservateur                                                            |                                                                         | Cameron I                                                               |
|                                                                         | Chloe Smith                                                             |                                                                         | 4 Septembre 2012                                                        | 6 Octobre 2013                                                          | Conservateur                                                            |                                                                         | Cameron I                                                               |
| Ministre délégué à la Ville et à la Constitution                        |                                                                         |                                                                         |                                                                         |                                                                         |                                                                         |                                                                         |                                                                         |
|                                                                         | Greg Clark                                                              |                                                                         | 7 Octobre 2013                                                          | 15 Juillet 2014                                                         | Conservateur                                                            |                                                                         | Cameron I                                                               |
| Secrétaire parlementaire pour la Constitution                           |                                                                         |                                                                         |                                                                         |                                                                         |                                                                         |                                                                         |                                                                         |
|                                                                         | Sam Gyimah                                                              |                                                                         | 15 Juillet 2014                                                         | 12 Mai 2015                                                             | Conservateur                                                            |                                                                         | Cameron I                                                               |
|                                                                         | John Penrose                                                            |                                                                         | 12 Mai 2015                                                             | 17 Juillet 2016                                                         | Conservateur                                                            |                                                                         | Cameron II                                                              |
|                                                                         | Chris Skidmore                                                          |                                                                         | 17 Juillet 2016                                                         | 8 Janvier 2018                                                          | Conservateur                                                            |                                                                         | May I May II                                                            |
|                                                                         | Chloe Smith                                                             |                                                                         | 8 janvier 2018                                                          | 13 février 2020                                                         | Conservateur                                                            |                                                                         | May II Johnson I Johnson II                                             |
| Ministre délégué à la Constitution et à la Dévolution                   |                                                                         |                                                                         |                                                                         |                                                                         |                                                                         |                                                                         |                                                                         |
|                                                                         | Chloe Smith                                                             |                                                                         | 13 février 2020                                                         | 16 septembre 2021                                                       | Conservateur                                                            |                                                                         | Johnson II                                                              |
| Ministre d'État sans portefeuille                                       |                                                                         |                                                                         |                                                                         |                                                                         |                                                                         |                                                                         |                                                                         |
|                                                                         | Nigel Adams                                                             |                                                                         | 16 septembre 2021                                                       | 5 septembre 2022                                                        | Conservateur                                                            |                                                                         | Johnson II                                                              |
|                                                                         | Gavin Williamson                                                        |                                                                         | 25 octobre 2022                                                         | 8 novembre 2022                                                         | Conservateur                                                            |                                                                         | Sunak                                                                   |
| Ministre sans portefeuille au Cabinet Office                            |                                                                         |                                                                         |                                                                         |                                                                         |                                                                         |                                                                         |                                                                         |
|                                                                         | Esther McVey                                                            |                                                                         | 13 novembre 2023                                                        | 5 juillet 2024                                                          | Conservateur                                                            |                                                                         | Sunak                                                                   |
| Ministre à la Constitution et aux Relations avec l'Union européenne     |                                                                         |                                                                         |                                                                         |                                                                         |                                                                         |                                                                         |                                                                         |
|                                                                         | Nick Thomas-Symonds                                                     |                                                                         | 8 juillet 2024                                                          | en cours                                                                | Travailliste                                                            |                                                                         | Starmer                                                                 |